# 三次平面曲线

一些三次平面曲線，點選圖片會有細節的說明

三次平面曲线（cubic plane curve）是指用以下三次函數定義的平面代數曲線 C
F(x, y, z) = 0
針對射影平面會使用齐次坐标x:y:z，或是在仿射空间中的非齊次版本，會令上述方程中的z = 1。F是以下三次單項式的非零線性組合
x3, y3, z3, x2y, x2z, y2x, y2z, z2x, z2y, xyz.
共有十個單項，因此三次曲线會在給定的任意域K中形成九維的射影空間。。若指定九個任意的點，通過其上的三次曲线可能會退化，也可能不唯一，不過若這九個點是在一般位置上，通過其上的三次曲线唯一，且不會退化，就像二點決定一直線，以及五個點決定圓錐曲線一樣，若二條圓錐曲線通過相同的九個點，這些點會滿足一些特殊的條件，可參考凱萊-巴拉赫定理。

奇異三次曲線y^{2} = x^{2} ⋅ (x + 1)，其參數式為t ↦ (t^{2} − 1, t ⋅ (t^{2} − 1))

牛頓曾研究三次曲線中的實數點。非奇異的投影三次曲線會落在一個或二個「卵形」內。其中一個卵形會和每一個實數投影曲線相交，因此若畫在二维空间中，此部份是沒有上界的，會有一個或三個一直延伸到無限大的分枝，其中也會有三個實數的反曲點。另一個卵形若存在，不會包括任何的反曲點，會是一個卵形或是有二個延伸到無限大分枝的圖形。就像圆锥曲线一樣，一條直線和這個卵形最多只會有二個交點。
任意的域K上，非奇異的投影三次曲線可定義椭圆曲线現今對椭圆曲线的研究主要是以魏爾斯特拉斯橢圓函數的變體的主，可以定義一個有理函數域的二次擴展，做法是將三次曲線的平方根取出。這也和是否存在K-有理点有關，在魏爾斯特拉斯型式下是无穷远点，有許多的三次曲線沒有這様的點，例如像K是有理数域的情形。
不可化簡三次曲線的奇異點只有幾種：一個二重點或是一個尖點。可化簡三次曲線可能是一個圓錐曲線和一條直線，或是三條直線，可能會有二個二重點或是一個互自切點（一個圓錐曲線和一條直線的情形），若是三條直線，也可能有三個二重點，或是一個三重點（共点线）。

## 外部連結
- A Catalog of Cubic Plane Curves（页面存档备份，存于） (archived version)
- Points on Cubics（页面存档备份，存于）
- Cubics in the Triangle Plane
- Special Isocubics in the Triangle Plane (pdf), by Jean-Pierre Ehrmann and Bernard Gibert